# One Piece: Niji no shima densetsu
One Piece: Niji no shima densetsu (ONE PIECE 〜虹の島伝説〜?, Wan Pīsu: Niji no shima densetsu), è un videogioco di ruolo uscito esclusivamente in Giappone, per WonderSwan Color, basato sul manga e anime One Piece. Il videogioco è stato prodotto e sviluppato da Bandai.

## Trama
La storia del videogioco è antecedente alla saga della Baroque Works. Nel videogioco è presente anche un nuovo ciurmato della ciurma di Cappello di Paglia, di nome Dias, che utilizza il boomerang come arma.

## Personaggi

### Utilizzabili
- Monkey D. Rufy
- Roronoa Zoro
- Nami
- Usop
- Sanji
- TonyTony Chopper
- Dias
- Nefertari Bibi

### Altri
Nel videogioco sono presenti molti personaggi originali ma anche personaggi comparsi nella serie come:
- Tashigi
- Smoker
- Bagy
- Albida
- Kabaji
- Mohji
- Ipponmatsu
- Crocus
- Mr. 9
- Miss Monday
- Karl
- Mr. 8
- Mr. 5
- Miss Valentine
- Miss All-Sunday

## Modalità di gioco
Il gameplay è come quello di un tradizionale RPG. Il giocatore può decidere di combattere con un massimo di tre personaggi.

## Accoglienza
Al momento dell'uscita, i quattro recensori della rivista Famitsū hanno dato un punteggio di 26/40.